# Ding Ning
Ding Ning (xinès simplificat: 丁宁; xinès tradicional : 丁寧, va néixer el 20 de juny de 1990) és una jugadora de tennis de taula xinesa. Ella va ser la guanyadora de l'individual femení en el campionat de tennis de taula mundial el 2011. Ella va guanyar la medalla d'or en tennis de taula en individual dels Jocs Olímpics de 2016. Va guanyar el campionat del tennis de taula mundial de 2015, Ding Ning va guanyar el seu segon títol mundial en individual femení en derrotar el seu compatriota Liu Shiwen 4-3 en la final. Ella va guanyar la medalla d'or als Jocs Olímpics de Rio en vèncer la seva compatriota Li Xiaoxia en individual en una emocionant final femenina.

## Carrera
Individual (a partir de 2014)
- Campionat Mundial: Guanyadora (2011, 2015)
- Copa del Món : Guanyadora (2011, 2014).
- Pro Tour: Guanyador Open de Kuwait (2009); Anglès, Open d'Àustria (2011); Eslovè, Open polonès (2012); Austríac, Qatar, Open de Rússia (2013); Open de la Xina (2014); . Open de Corea (2016)
- Subcampiona (4): Open d'Alemanya (2010); Qatar, l'harmonia de la Xina <Suzhou> Open (2011); KRA Open de Corea (2012); Opens de Kuwait, Xina, Polònia (2015); Open de Kuwait, Qatar, Japó (2016).
- Pro Tour Grand Finals (1): Guanyadora Lisboa, Portugal (2015)

aparences: 4. Registre: subcampió (2009, 11,12,13).
- Campionat d'Àsia: Guanyadora (2009).
- Copa d'Àsia : Guanyador (2014); 2º (2010); 3º (2009).
- Campionats menors del món : Guanyadora (2005).
- Jocs Olímpics : 2º (2012).